# 曾宏运
曾宏运，广东长乐（今广东五华）人，是一名清朝政治人物。举人出身。
曾宏运曾于1769年接替林宏德任嘉定县知县一职，1770年由李仕清接任。